# Nejméně významný bit

Zápis čísla 149 ve dvojkové soustavě se zvýrazněným nejméně významným bitem

Ve výpočetní technice je nejméně významný bit (LSb nebo LSB = least significant bit), který má v  celém dvojkovém čísle váhu jedna. Nemusí jít pouze o proměnnou, ale také o registr nebo sběrnici v procesoru nebo v periferii. Jeho hodnota současně určuje lichost nebo sudost čísla.
LSB se také označuje jako bit, který je nejvíce vpravo (right-most bit), což odpovídá běžné konvenci zápisu čísel zleva doprava, od číslice s nejvyšší váhou po číslici s nejnižší váhou. To odpovídá také celočíselným operacím "bitový posuv doleva", který odpovídá násobení dvojkou a "bitový posuv doprava", který odpovídá celočíselnému dělení dvojkou.
Opakem "nejméně významného bitu" (LSb) je "nejvýznamnější bit" (MSb), tedy bit, který má v registru, na sběrnici, nebo v buňce paměti nejvyšší váhu. Zde uvažujeme, že registr, hodnota na sběrnici nebo hodnota buňky paměti reprezentuje celé dvojkové číslo bez znaménka.
V běžných architekturách procesorů a periferií (x86, ARM, ...) bývá ve slově číslo nejméně významného bitu nula (číslování LSB0). Existují však i architektury, které číslují bity slova od nejvýznamnějšího bitu (číslování MSB0). V tom případě se bude číslo nejméně významného bitu N-bitového registru rovnat N-1. Jde o konvenci, rozhoduje popis zařízení dodávaný výrobcem.